# Julien Van Oostende
Julien Van Oostende (* 22. Oktober 1931 in Zwijnaarde; † 28. Juli 2012 in Gent) war ein belgischer Radrennfahrer und nationaler Meister im Radsport.

## Sportliche Laufbahn
Van Oostende war im Straßenradsport und im Bahnradsport aktiv. Als Amateur siegte er 1954 in der nationalen Meisterschaft in der Einerverfolgung. 1955 und 1956 holte er den Titel im Omnium. In der Meisterschaft im Zweier-Mannschaftsfahren wurde er 1955 und 1956 Dritter. Von 1956 bis 1964 war er Unabhängiger und Berufsfahrer. Auf der Bahn gewann er 1957 die nationale Meisterschaft in der Einerverfolgung der Profis vor José Thomas. Er vertrat Belgien bei den Bahnradsport-Weltmeisterschaften 1958 und 1959.
Im Straßenradsport hatte Van Oostende neben dem Gewinn einiger belgischer Kriterien keine Erfolge. Seine beste Platzierung in einem Eintagesrennen war der 7. Platz in der Elfstedenrunde 1962.